# Enmerkar i el Senyor d'Aratta
Enmerkar i el Senyor d'Aratta és una llegenda sumèria, potser basada en fets reals que daten de la primera meitat del tercer mil·lenni aC. És part d'un cicle de contes amb el context dels conflictes entre el rei Enmerkar d'Uruk, i el rei de la ciutat d'Aratta, situada en algun lloc del sud de l'oest de l'Iran actual. A les narracions sumèries, Aratta és una ciutat immensament rica.

## El relat
Enmerkar va ser, a més de rei, el sacerdot d'Uruk, l'espòs ritual de la deessa Inanna. La ciutat d'Aratta estava també sota la protecció d'aquesta deessa. Enmerkar volia construir un temple a la ciutat d'Uruk, però no tenia ni or ni pedres precioses per fer-ho. És per això que les va demanar al Senyor d'Aratta.
Va enviar un missatger a aquesta ciutat dient que la deessa Inanna preferia Uruk a Aratta. El Senyor de la ciutat no va voler sotmetre's a Enmerkar. El missatger va ver diversos viatges d'anada i tornada, sense resultats, i els consellers del rei d'Aratta li van dir al seu senyor que no competís amb Enmerkar.
Un bruixot de la ciutat d'Hamazi, Urgirinuna, va anar a Aratta després de la destrucció de la seva ciutat. Es va oferir al senyor d'Aratta per sotmetre a Enmerkar amb la seva màgia, missió que no va reeixir. Una dona sàvia anomenada Sagburu es va oferir a Enmerkar per lluitar contra el bruixot, i van fer una competició de poders màgics on la dona va guanyar.
Un missatger va anar a Aratta, on va recitar el «conjur d'Enki», un himne compost per Enmerkar per tal de seduir al senyor d'Aratta. No obstant això, encara es va negar a donar-li la supremacia, i va proposar a Enmerkar una sèrie de proves, que finalment donaran la victòria a Aratta. El relat acaba amb l'arribada d'una dona vella que es transformarà en una formosa donzella i es casarà amb Enmerkar, el qual no construirà el temple, ja que ha après la lliçó: cap temple pot ser construït sobre fonaments febles i inestables.

## Fragment[1]
Enmerkar va enviar el missatger, juntament amb les seves amenaces per destruir Aratta i dispersar el seu poble, si no li enviava el tribut. Ell a més va recitar el «conjur de Nudimmud», un himne implorant a Enki de restablir (o en algunes traduccions, interrompre) la unitat lingüística de les regions habitades, com Shubur, Hamazi, Sumer, Uri-ki (la regió d'Accad), i la terra de Martu:
«En un altre temps hi hagué una època en què no hi havia serps
ni hi havia escorpins,
Ni hi havia hienes, no hi havia lleons;
No hi havia gos salvatge ni llops;
No hi havia por ni terror:
L'home no tenia rival.
En altre temps hi hagué una època en què els països de Shubur y de Hamazi,
Sumer on es parla (?) llengües,
el gran país de les lleis divines del principi,
Uri, el país previst de tot el necessari,
El país de Martu, que descansava en la seguretat,
L'univers sencer, els pobles a l'uníson (?)
Rendien homenatge a Enlil en una sola llengua.
Però llavors, el Pare-senyor, el Pare Príncep, el Pare-rei,
Enki, el Pare-senyor enfadat (?), el Pare príncep enfadat (?),
el Pare-rei enfadat (?)»